# Batalha de Lutos
A Batalha de Lutos ocorreu no ano de 794, quando o emir de Córdova, Hixame I enviou incursões militares contra o Reino das Astúrias, sob o comando dos irmãos Abedalcrim ibne Abedal Ualide ibne Mugaite e Abedal Maleque ibne Abedal Ualide ibne Mugaite.

## A Batalha
Abdelcarim realizou uma campanha de agressão de terra arrasada contra as terras de Álava, enquanto seu irmão, Abedal Maleque dirigiu as suas forças para o coração do Reino das Astúrias sem encontrar resistência significativa, saqueando também a cidade de Oviedo. Ele destruiu grande parte da zona rural, incluindo igrejas construídas por Fruela I.
Em seu retorno a Alandalus, no vale do Camino Real del Puerto de la Mesa, nas Astúrias, eles foram atacados pelo rei Afonso II com forças sob seu comando. Os asturianos emboscaram o exército muçulmano em uma parte do vale, perto de Grado, que é suposto pelos historiadores ser a área ao redor de "Los Lodos".
A batalha resultou em uma vitória das Astúrias e a maioria do exército invasor muçulmano foi exterminada sendo Abedal Maleque morto na ação. 